# Žižola
Žižola (znanstveno ime Ziziphus zizyphus, tudi navadni čičimak ali kitajski datelj) je trnat grm ali drevo, ki lahko zraste tudi do 10 metrov. Rastlina prihaja iz severne Kitajske. Veje, ki so upognjeno navzdol, so poraščene s trni srpaste oblike, za katerimi se izraščajo listne vejice z manjšimi podolgovatimi  listi, ki so usnjati, bleščeči in rahlo nazobčani s tremi vzdolžnimi žilami.
Deblo je značilno rjavo-rdeče barve. Je zelo trpežno drevo, saj prenese v času mirovanja temperaturo tudi do −25 °C, ter je odporna proti suši in raznim boleznim.
Žižola cveti od maja do avgusta. Njeni cvetovi so majhni, šopasti ter rumene barve. Plodovi so zeleni, jajčasto podolgovati ali hruškaste oblike glede na sorto. V septembru pričnejo spreminjati barvo v rjavo-rdečkasto. Na Slovenskem so užitni v oktobru, ko popolnoma dozorijo ter se zmehčajo. Plodove lahko uživamo sveže ali posušene.

## Sadež
Žižola je sladek sadež, ki hrani neobičajno veliko vitamina C (okoli 70 mg v 100 g sadeža, kar je več kot v limoni).
Zrele, še čvrste žižole vsebujejo približno četrtino sladkorjev, delno osušene pa še več, in do 5 % beljakovin. Običajno jih jemo surove, namočene v dober tropinovec, pa pridobijo svojstven, prijeten sladek okus.